# NGC 2630
NGC 2630 este o galaxie situată în constelația Ursa Mare. A fost descoperită în  de către .